# Scissionisti di Secondigliano
Le clan Scissionisti di Secondigliano, encore appelé Amato-Pagano, est une division mafieuse de la Camorra, située à Secondigliano dans la ville de Naples en Italie. Il est dirigé par le duo Raffaele Amato et Cesare Pagano (en) qui sont connus sous le surnom de « Spagnoli », en raison de leur forte présence en Espagne, notamment sur la Costa del Sol et à Barcelone.
À la fin de la guerre contre le clan Di Lauro, le groupe se disloque entraînant un sanglant conflit interne. L'organisation est considérée comme l'une des plus redoutables de toute la Camorra, en termes de trafic international de drogue.

## Historique
Historiquement, le clan Di Lauro impose son diktat à Secondigliano alors que les régions de Scampia, Casavatore, Chiarano, Marianella, Piscinola (en), Giugliano et Melito sont sous la domination des Scissionisti.
Raffaele Amato se sépare du clan Di Lauro et prend le devant des scissionnistes dans le trafic de drogue et la prostitution dans les quartiers de Secondigliano et Scampia à Naples. Pour ce faire, il s'allie à plusieurs responsables du Sistema, nom donné à la Camorra à Naples, dont Gennaro Marino (en) et Arcangelo Abete (en).
Connue sous le nom italien : faida di Scampìa, le conflit de Scampia engendre plus de 100 meurtres entre 2004 et 2005. Il provoque ainsi une révolte de l'opinion publique contre la Camorra et une répression sans précédent de la part des autorités,.
Par exemple, Raffaele Amato est traqué pour trafic de cocaïne à grande échelle en provenance des Pays-Bas. Il finit par être condamné par contumace à 18 ans de prison pour des infractions liées à la drogue,. Sa femme, Elmelinda Pagano, directrice de certaines de ses sociétés est arrêtée en 2009,. En 2016, deux tableaux de Van Gogh volés, en 2002 au musée Van Gogh, sont retrouvés dans une villa près de Naples, lui appartenant.

## Dirigeants
- 2004-2009: Raffaele Amato arrêté le 17 avril 2009[9];
- 2004-2010: Cesare Pagano arrêté le 8 juillet 2010 et condamé à perpétuité[10];
- 2010-2014: Mariano Riccio (en) arrêté le 4 février 2014[11];
- 2014-2017: Rosaria Amato[12] (sœur de Cesare Pagano et veuve de Pietro Amato, frère de Raffaele Amato) arrêté le 17 janvier 2017[13];
- 2017: Emanuele Amato (neveu de Raffaele Amato) et Liguori Marco[14];

## Alliés historiques
En dehors des Amato-Pagano, d'autres clans sont le plus souvent inclus dans les « Scissionisti di Secondigliano », tels que :
| Clans               | Dirigeants                                               | Notes                                                                                  |
| ------------------- | -------------------------------------------------------- | -------------------------------------------------------------------------------------- |
| Clan Abbinante (it) | Raffaele Abbinante, alias « Papale e Marano »            | Raffaele est un ancien lieutenant du clan Di Lauro.                                    |
| Notturno            | Raffaele Notturno et Gennaro Notturno                    | Gennaro se repentit et Raffaele est emprisonné,                                        |
| Abete               | Arcangelo Abete (condamné à la prison à vie)             |                                                                                        |
| Clan Pariante (it)  | Rosario Pariante (ancien lieutenant de Di Lauro)         |                                                                                        |
| Marino              | Gennaro Marino Chef de l'aile militaire des Scissionisti | Après le confllit des Scampia, le clan Marino entre en guerre contre les Scissionisti. |

Après les intrigues contre le clan Di Lauro, précisément en 2012, la plupart des anciens groupes des Scissionisti di Secondigliano déclenchent une guerre interne. C'est le cas par exemple de la ''deuxième querelle de Scampia'' entre le clan Amato-Pagano contre les clans Abete, Abbinante et Notturno,.

## État actuel
Selon la direction italienne d'enquête anti-mafia, malgré les répressions, certains membres influents du clan Amato-Pagano continuent le trafic de drogue et l'extorsion dans la région nord de la ville de Naples.
Giuseppe Iavarone, un des responsables présumés du clan est arrêté le 17 janvier 2017.

## Dans la culture populaire
La série Gomorra (série télévisée) est inspirée de l'histoire du clan Di Lauro et de leur guerre contre les Scissionisti di Secondigliano dirigés par Raffaele Amato. La série est elle-même du livre de Roberto Saviano intitulé Gomorra.